# Тайет
Тайе́т (фр. Taillette) — коммуна во Франции, находится в регионе Шампань — Арденны. Департамент — Арденны. Входит в состав кантона Рокруа. Округ коммуны — Шарлевиль-Мезьер.
Код INSEE коммуны — 08436.
Коммуна расположена приблизительно в 200 км к северо-востоку от Парижа, в 110 км севернее Шалон-ан-Шампани, в 25 км к северо-западу от Шарлевиль-Мезьера.

## Население
Население коммуны на 2008 год составляло 367 человек.
| 1962 | 1968 | 1975 | 1982 | 1990 | 1999 | 2008 |
| ---- | ---- | ---- | ---- | ---- | ---- | ---- |
| 290  | 316  | 270  | 240  | 262  | 314  | 367  |

## Экономика
В 2007 году среди 243 человек в трудоспособном возрасте (15—64 лет) 160 были экономически активными, 83 — неактивными (показатель активности — 65,8 %, в 1999 году было 62,8 %). Из 160 активных работали 140 человек (89 мужчин и 51 женщина), безработных было 20 (5 мужчин и 15 женщин). Среди 83 неактивных 15 человек были учениками или студентами, 18 — пенсионерами, 50 были неактивными по другим причинам.

## Фотогалерея

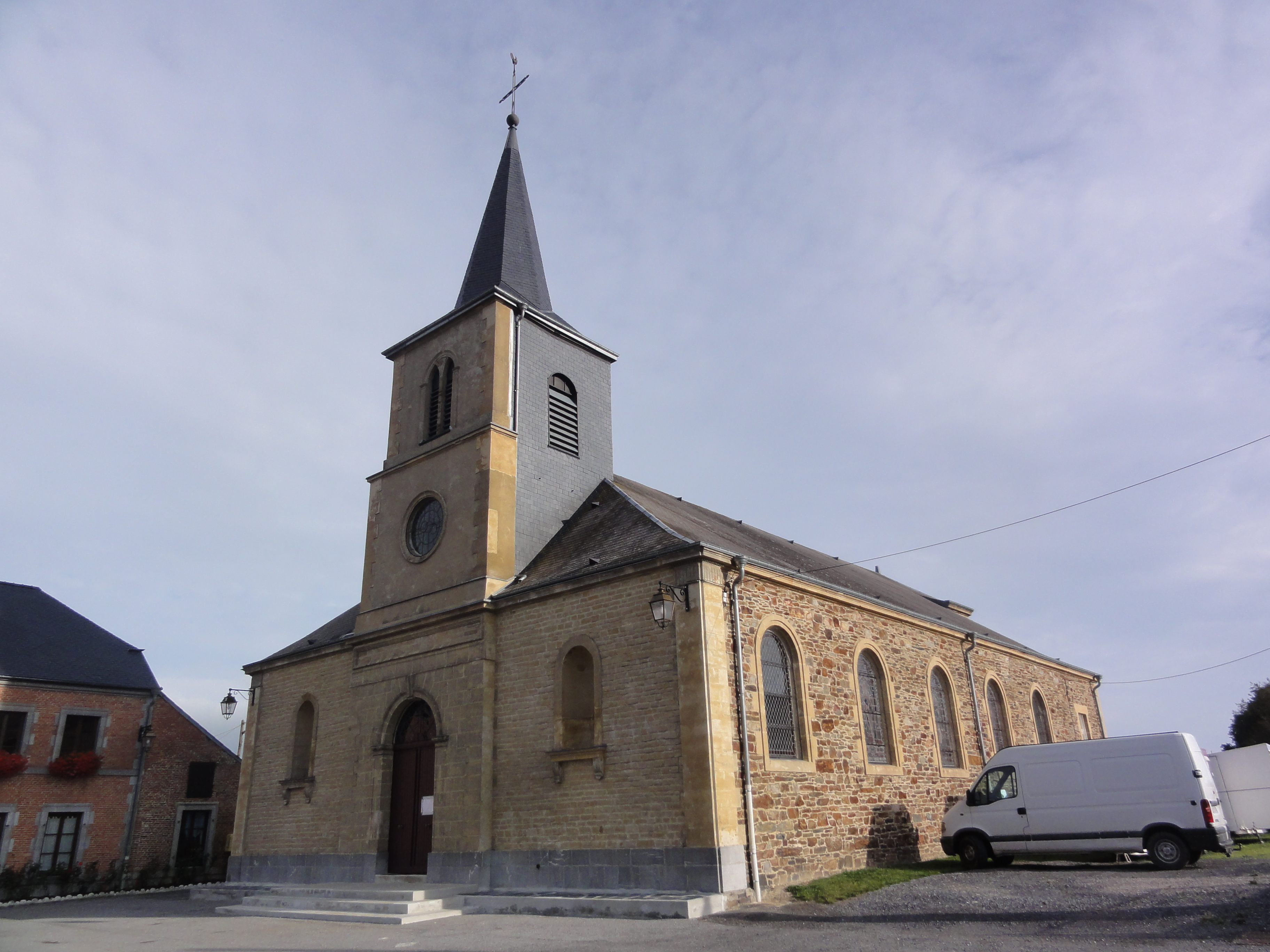
Церковь
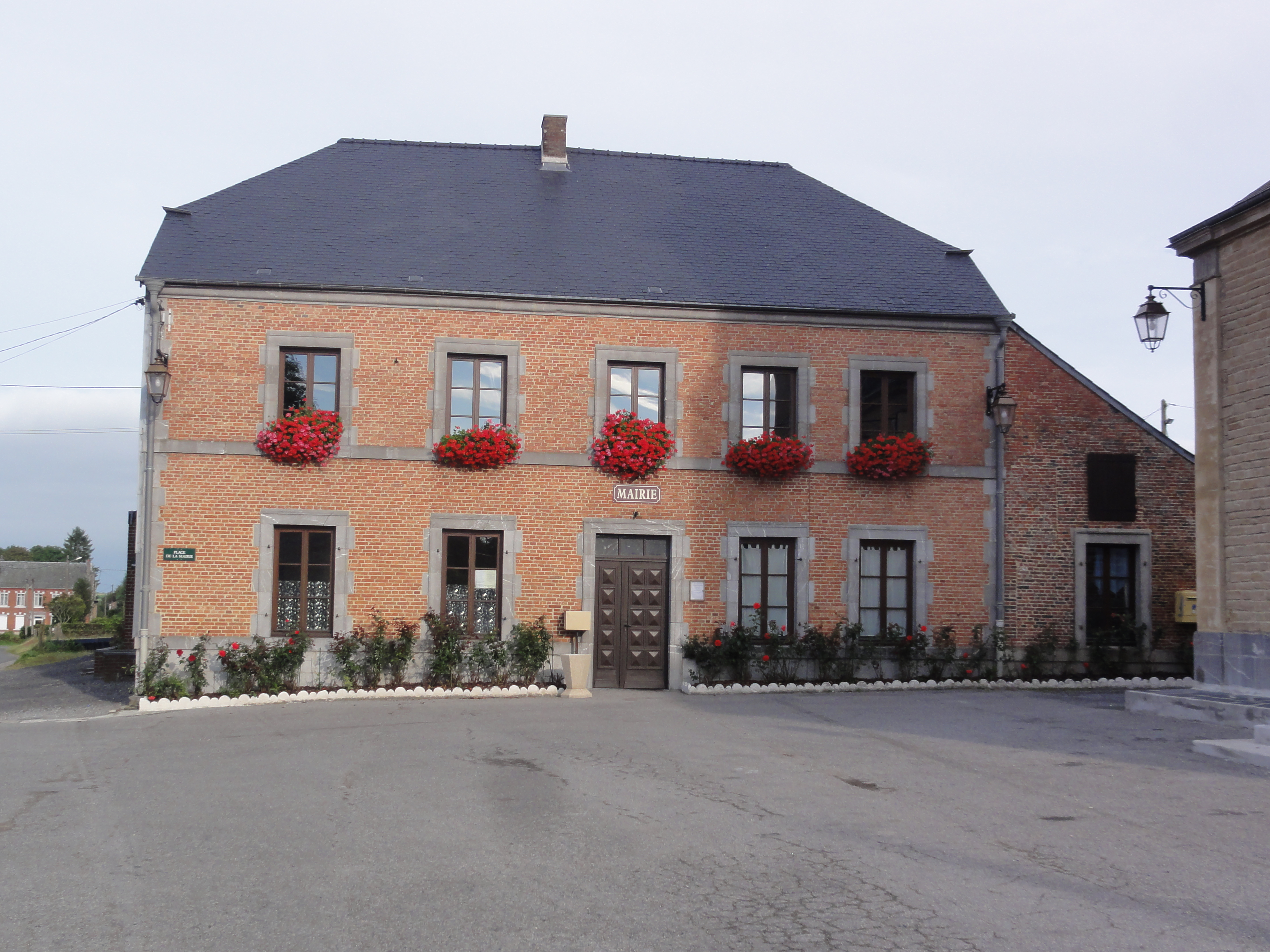
Мэрия
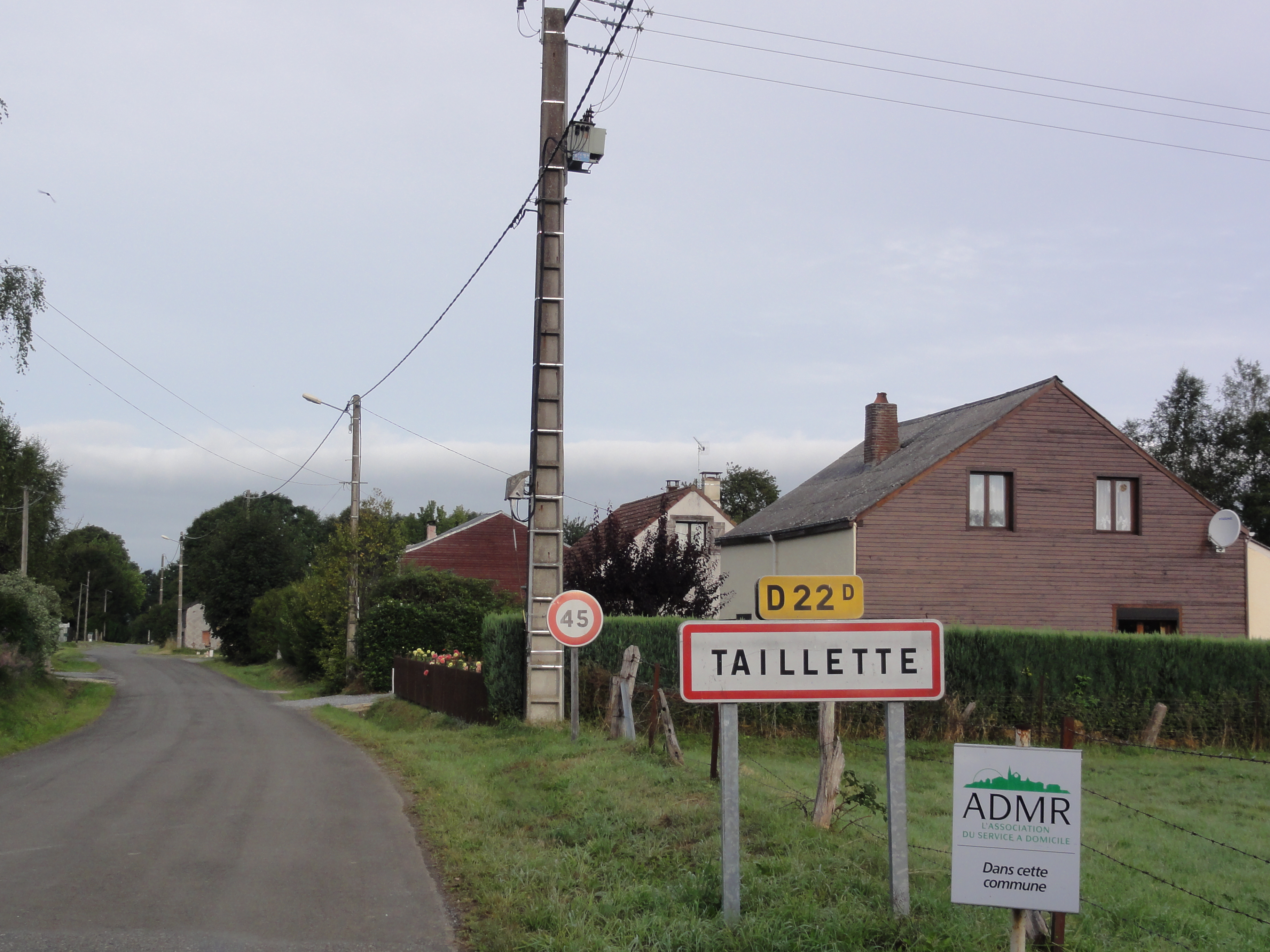
Въезд в Тайет
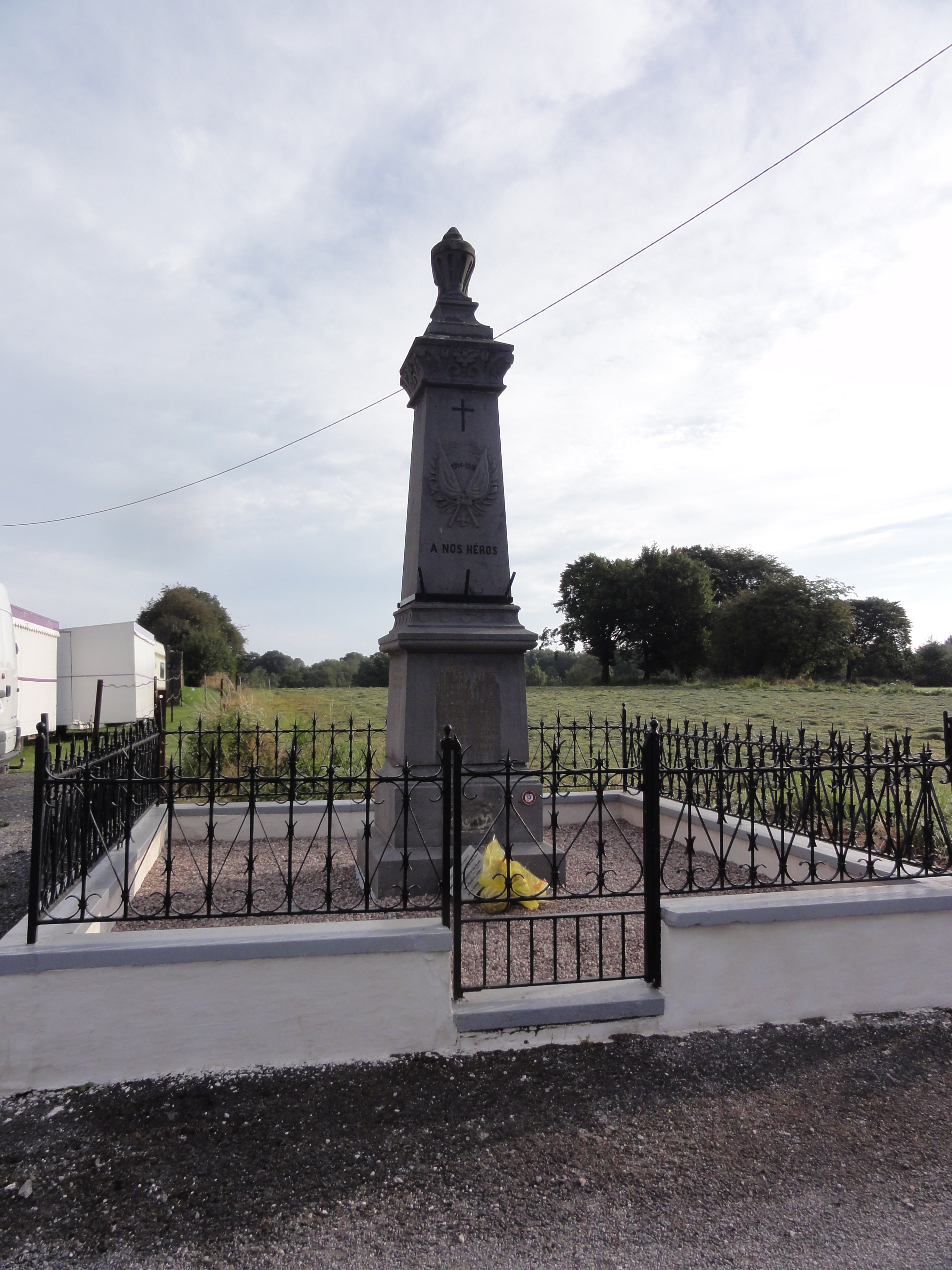
Памятник погибшим в Первой мировой войне